# Bukit Slamet
Bukit Slamet är en kulle i Indonesien.   Den ligger i provinsen Aceh, i den västra delen av landet, 1 700 km nordväst om huvudstaden Jakarta. Toppen på Bukit Slamet är 85 meter över havet.
Terrängen runt Bukit Slamet är platt åt nordost, men åt sydväst är den kuperad. Runt Bukit Slamet är det ganska tätbefolkat, med 129 invånare per kvadratkilometer. Närmaste större samhälle är Lhokseumawe, 15,8 km norr om Bukit Slamet. I omgivningarna runt Bukit Slamet växer i huvudsak städsegrön lövskog.